# Браат, Квентин
Квентин Браат (фр. Quentin Braat; род. 6 июля 1997 года, Фонтенбло, Франция) — французский футболист, играющий на позиции голкипера за клуб «Реал Овьедо».

## Клубная карьера
В течение детской карьеры сменил множество школ, в итоге стал выпускником академии «Нанта». 2 мая 2015 года дебютировал за вторую команду «Нанта» в поединке против «Конкарно». Сезон 2015/2016 начал основным вратарём «Нанта B», во второй половине стал попадать в запас главной команде. Впервые был в резерве в матче Лиги 1 против «Лиона».

## Карьера в сборной
Играл за юношескую сборную Францию различных возрастов. Чемпион Европы 2016 года среди юношей до 19 лет. На турнире на поле не выходил, являлся вторым вратарём.

## Достижения
Международные
- Победитель чемпионата Европы (до 19 лет) (1): 2016